# Spin Aqua
Spin Aqua（スピン アクア）は、Oblivion Dustのギタリスト・“KAZ”と“ANNA”（土屋アンナ）による日本のロックユニット。

## 概要
K.A.Zが当時モデルをしていたANNAをオーディションで選び結成。2002年11月7日、シングル「Unchained」でKi/oon Record（現・Ki/oon Music）からデビュー。2002年12月に東京ベイNKホールで行われたイベント「Devilock Night ‘02」で初ライブを披露する。2004年、ANNAの結婚・出産に伴い解散。

## メンバー
ANNA（アンナ）
ボーカル担当。
本名・土屋アンナ、3月11日生まれ、A型。
KAZ（カズ）
ギター担当、リーダー。
10月11日生まれ、O型。Oblivion Dust、hide with Spread Beaver、VAMPSのメンバー。

## タイアップ
| 使用年 | 曲名       | タイアップ                               |
| ------ | ---------- | ---------------------------------------- |
| 2003年 | PAPER MOON | シェリング・プラウ「コパトーン」CMソング |